# Môn Nguyên
Huyện tự trị dân tộc Hồi Môn Nguyên (chữ Hán giản thể:门源回族自治县) là một huyện tự trị thuộc Châu tự trị dân tộc Tạng Hải Bắc, tỉnh Thanh Hải, Cộng hòa Nhân dân Trung Hoa. Phía đông và phía bắc huyện này giáp tỉnh Cam Túc. Huyện này có diện tích 6896 km2, dân số năm 2002 là 150.000 người. Mã số bưu chính là 810300. Huyện lỵ đóng tại trấn Hao Môn. Về mặt hành chính, huyện này được chia thành 4 trấn (Hao Môn, Đông Xuyên, Tuyền Khẩu và Thanh Thạch Chủy), 8hương (Châu Cố, Tiên Mễ, Bắc Sơn, Âm Điền, Ma Liên, Tây Than, Tô Cát Than và hương dân tộc Mông Cổ Hoàng Thành).